# Otto Brenneis
Otto Brenneis (Brennais) (ur. 3 lipca 1900 w Landau in der Pfalz, zm. 10 maja 1945 w Heide) – zbrodniarz nazistowski, jeden z funkcjonariuszy pełniących służbę w niemieckich obozach koncentracyjnych i SS-Hauptsturmführer.
Urodził się w Landau in der Pfalz. Członek NSDAP (nr legitymacji partyjnej 2789294) i SS (nr identyfikacyjny 73378). W 1933 rozpoczął swoją karierę obozową w Dachau. Następnie w latach 1938–1943 pełnił służbę we Flossenbürgu, skąd przeniesiono go do obozu Vaivara w okupowanej Estonii. Tu Brenneis był od 1943 do 1944 zastępcą komendanta Hansa Aumeiera i kierownikiem obozowej administracji. Wreszcie w latach 1944–1945 należał do personelu obozu Mittelbau-Dora. 10 kwietnia 1945 skierowano go do Bergen-Belsen. Zginął 10 maja 1945.